# Programa de Recerca en Informàtica Biomèdica
El Programa de Recerca en Informàtica Biomèdica o simplement GRIB és una institució creada de forma conjunta per la Universitat Pompeu Fabra i l'Institut Hospital del Mar d'Investigacions Mèdiques (IMIM). El GRIB es dedica, fonamentalment, a l'estudi de la bioinformàtica en totes les seues manifestacions, des de la informàtica mèdica fins al modelatge molecular, passant, lògicament, per la genòmica i biologia computacional.
El GRIB està dirigit pel Prof. Ferran Sanz, de la Universitat Pompeu Fabra i conté nou subprogrames de recerca.